# 孔聞韶
孔闻韶（1482年8月31日—1546年3月12日），字知德，號成庵，山東曲阜縣人，孔子六十二代嫡長孫。明代衍聖公。

## 生平
孔闻韶出生於明宪宗成化十八年（1482年）八月十八亥時，是孔弘緒的庶長子:10。弘治十六年（1503年），孔弘泰去世，明孝宗命孔闻韶袭封衍聖公。明武宗正德六年（1511年），刘六刘七民变，攻入曲阜，占领孔庙。退兵後，孔闻韶请求朝廷，将曲阜县城改建在阙里，以保护孔庙（宋真宗将曲阜县城建在少昊陵、寿丘一带，称为仙源县，即今曲阜市书院街道旧县村）。次年七月，开始在阙里建筑新县城。明世宗嘉靖二十五年（1546年）二月十一卯時，孔闻韶去世，享壽六十五歲；由長子孔貞幹承襲衍聖公。吏部尚书、谨身殿大学士严嵩为他写墓志铭。

## 家庭
- 父：孔弘緒（1448年—1504年），衍聖公，孔子第六十一代嫡長孫。
- 嫡母：李氏，南陽鄧州人人，華益殿大学士李贤次女[1]:10。
- 嫡母：熊氏，兗州護衛百戶熊禎孫女。
- 嫡母：袁氏（1467年—1541年），開封蘭陽人，山東按察使司副使袁端第三女[註 1]。
- 生母：江氏（1457年—1530年），濟寧衛指揮僉事江耘孫女、江洪第四女；孔弘緒側室，贈衍聖公夫人。[註 2]
  - 元配：李氏（1483年—1510年），茶陵人，華蓋殿大学士兼吏部尚書李东阳長女[註 3]。明孝宗弘治九年（1496年），其叔父衍圣公孔弘泰向李东阳家求婚，弘治十三年（1500年），孔闻韶和李氏成婚。
  - 繼配：衛氏（1497年—1575年），孔聞韶繼配，第二代宣城伯衛璋次女、衛穎孫女；松江華亭人[註 4]；生孔貞幹、孔貞寧兩子。
    - 長子：孔貞幹（1519年—1556年），嘉靖二十五年（1546年）承襲衍聖公。
    - 長媳：張氏（1521年—1551年），是明孝宗皇后張氏的侄女、建昌侯張延齡的女兒，有一子。
      - 長孫：孔尚賢（1544年—1622年），嘉靖三十五年（1556年）承襲衍聖公。
      - 長孫媳：嚴氏（1544年—1602年），嚴世蕃長女，無親生子女。

    - 次子：孔貞寧（1522年—1606年），字用致、號一亭，嘉靖二十五年（1546年）承襲五經博士；贈太子太保、衍聖公。有六子。[註 5]
    - 次媳：李氏（元配）、張氏（繼配）；贈衍聖公夫人。[註 6]
      - 孫：孔尚坦（1573年—1598年），字安之，孔貞寧庶長子、生母王氏，太學生；贈太子太保、衍聖公。[註 6]
      - 孫媳婦：吳氏（1571年—1618年），贈衍聖公夫人。[註 6]
        - 曾孫：孔胤植（1592年—1648年），天啟二年五月二十四日（1622年7月2日）正式獲准襲封衍聖公[2]。

    - 孔聞韶的一個女儿嫁给尚书李廷相的儿子李孝元。

## 附註
1. ↑  「袁氏，蘭陽人，山東按察使司副使端第三女；成化三年十一月二十六日戌時生，世宗嘉靖二十年九月十二日丑時卒，年七十五。子二，聞韶、聞禮，竝庶出。」
2. ↑  「生母江氏，□□人，濟寧衛指揮僉事耘孫女、洪第四女；贈夫人。天順元年九月十二日巳時生，嘉靖九年正月十五日戌時卒，年七十四」
3. ↑  「夫人李氏，茶陵人，華蓋殿大学士兼吏部尚書東陽長女；成化十九年十一月二十六日生，武宗正德五年十月二十三日卒，年二十八」
4. ↑  「繼配衛氏，松江華亭人，嗣宣城伯璋次女；弘治十年七月二十四日子時生，神宗萬曆三年七月初七日申時卒，年七十九。子二，貞幹、貞寧，竝衛夫人出」
5. ↑  「嘉靖二十五年襲五經博士；元年八月二十二日丑時生，萬曆三十四年三月十七日寅時卒，年八十五。贈太子太保、衍聖公。配李氏、繼配張氏，並贈衍聖公夫人……」
6. 1 2 3  「穆宗隆慶六年十二月初十日辰時生，萬曆二十六年九月十四日亥時卒，年二十七。贈太子太保、衍聖公。生母王氏，贈衍聖公夫人。配吳氏，隆慶五年八月初四日卯時生，萬曆四十六年四月初八日寅時卒，年四十七，贈衍聖公夫人。子一衍植，為大宗後。」

## 参看
- 孔子
- 孔子世系

| 前任： 叔父孔弘泰 | 衍聖公 1503年—1546年 | 繼任： 長子孔貞幹 |